# Sabina Florian
Sabina Florian (* 28. Mai 1983 in Bozen) ist eine ehemalige italienische Eishockeyspielerin, die am 14. Februar 2006 bei den Olympischen Spielen das erste Tor einer italienischen Frauen-Eishockeynationalmannschaft bei Olympischen Spielen geschossen hat. Sie vertrat Italien zwischen 1998 und 2011 bei internationalen Turnieren und spielte zwischen 2011 und 2019 beim deutschen Club EC Bergkamen.

## Karriere
Sabina Florian wurde in Bozen geboren, wuchs aber in Kaltern auf. Ihre Eltern besitzen ein Restaurant am Kalterer See, in dem sie regelmäßig mithalf. Sabina Florian stammt aus einer eishockey-begeisterten Familie, sie selbst kam durch ihren Bruder zum Eishockeysport. Bis 1997 spielte sie in den Nachwuchsmannschaften des SV Kaltern, ehe sie 1997 in die Frauenmannschaft des HC Eagles Bozen wechselte.
Sabina Florian wohnte ab 2007 im Pustertal, wo sie im Winter in Toblach mit der Eishockeymannschaft Mammuts trainierte. In der Saison 2007/08 spielte Sabina Florian beim SC Riessersee in Garmisch-Partenkirchen. Sabina Florian lebt seit 2011 in Menden (Nordrhein-Westfalen) und spielte in der Fraueneishockey-Bundesliga beim EC Bergkamen. 2019 beendete sie ihre Karriere nach 188 Spielen, 38 Toren und 61 Vorlagen für den EC Bergkamen.

## Karrierestatistik
(Legende zur Spielerstatistik: Sp oder GP = absolvierte Spiele; T oder G = erzielte Tore; V oder A = erzielte Assists; Pkt oder Pts = erzielte Scorerpunkte; SM oder PIM = erhaltene Strafminuten; +/− = Plus/Minus-Bilanz; PP = erzielte Überzahltore; SH = erzielte Unterzahltore; GW = erzielte Siegtore; 1 Play-downs/Relegation; Kursiv: Statistik nicht vollständig)